# Wojenne dziewczyny
Wojenne dziewczyny – polski serial obyczajowo-wojenny w reżyserii Michała Rogalskiego, emitowany od 5 marca 2017 do 20 listopada 2022 na antenie TVP1.

## Fabuła
Bohaterki (Irka Szczęsna, Marysia Joachim i Ewa Fronczak) żyją w czasie II wojny światowej. Mimo ogromnych różnic łączą je wojenne losy: biorą udział w likwidacji okupantów i kolaborantów, zdobywają broń, pomagają w ratowaniu żydowskich dzieci, biorą udział w akcjach małego sabotażu.
Jedną z głównych bohaterek zostaje również Karolina „Nitka” Węgierska (Maja Szopa) – arystokratka spokrewniona z Margarethe von Losein.

## Obsada
| Aktor                     | Rola |
| ------------------------- | --- |
| Aleksandra Pisula         | Marysia „Mela” Joachim, ukrywająca się m.in. pod nazwiskami: Alicja Janiak, Joanna Ogórek i Alicja Pogorzelska |
| Vanessa Aleksander        | Ewa „Czarna” Fronczak, ukrywająca się m.in. pod nazwiskiem Katarzyna Mirska                                    |
| Marta Mazurek             | Irka „Baśka” Szczęsna                                                                                          |
| Michał Czernecki          | por. Witold „Wojtek” Szczęsny, brat Irki                                                                       |
| Danuta Stenka             | generałowa, matka Witolda i Irki                                                                               |
| Marek Ślosarski           | Konstanty Joachim, ojciec Marysi (odc. 1 i 10)                                                                 |
| Józef Pawłowski           | por. Kamil Brodzki, narzeczony Irki (odc. 1, 2 i 6), ukrywający się pod nazwiskiem Filip Sroka                 |
| Jowita Budnik             | Elżbieta Fronczak, matka Ewki (odc. 1, 2 i 4)                                                                  |
| Tomasz Schimscheiner      | mecenas Kasprzycki (odc. 1,9)                                                                                  |
| Mariusz Jakus             | volksdeutsch Domaraszek (odc. 1, 2 i 3)                                                                        |
| Mateusz Rzeźniczak        | „Ażur” (odc. 1, 2, 3 i 5)                                                                                      |
| Vinzenz Wagner            | por. Franz Hessler, muzyk (odc. 3 i 4)                                                                         |
| Michał Chorosiński        | sierż. „Rawicz” (odc. 4, 6)                                                                                    |
| Zbigniew Dziduch          | szmalcownik Czesław Tulej, który zadenuncjował zakonnice (odc. 5)                                              |
| Aldona Jankowska          | Studnicka, właścicielka mieszkania, w którym ukryto żydowskie dzieci (odc. 5)                                  |
| Kamil Szeptycki           | Jurek Bednar, rykszarz (odc. 5–9)                                                                              |
| Dariusz Wnuk              | por. „Mietek” (odc. 6)                                                                                         |
| Waldemar Błaszczyk        | kpt. „Jarosz” (odc. 6)                                                                                         |
| Krzysztof Szczepaniak     | Alfons Borek (odc. 6, 7 i 8)                                                                                   |
| Tomasz Włosok             | Stefan Szejnert, kolega Kamila (odc. 6–10)                                                                     |
| Aleksander Machalica      | profesor Stelmaszczyk, wykładowca Irki (odc. 5 i 6)                                                            |
| Aleksandra Justa          | Henryka Brodzka, matka Kamila (odc. 7 i 8)                                                                     |
| Łukasz Lewandowski        | kasiarz Malina (odc. 7 i 8)                                                                                    |
| Paweł Ławrynowicz         | porucznik „Knyst”, podający się za kapitana dowódca oddziału partyzantów (odc. 7 i 8)                          |
| Juliusz Krzysztof Warunek | Stasiek, chłop, który pomógł Irce i Brodzkiej (odc. 7 i 8)                                                     |
| Krzysztof Franieczek      | mjr Oskar Dietrich, oficer Abwehry, pracodawca Marysi (odc. 4, 5, 6, 7 i 8)                                    |
| Krzysztof Wach            | sturmbannführer Kleim (odc. 4, 8 i 9)                                                                          |
| Katrin Buhring            | Margarethe von Losein, siostra mjr. Dietricha                                                                  |
| Sebastian Jasnoch         | dr Andrzej Jankowski, narzeczony Marysi Joachim                                                                |
| Cezary Łukaszewicz        | Powała, polski dowódca                                                                                         |
| Witold Wieliński          | Szef kuchni w hotelu europejskim                                                                               |
| Artur Urbański            | Orsza, mąż Klary (odc. 16, 17)                                                                                 |
| Marcin Korcz              | dr Leon Keller, inżynier-wynalazca, dawny student Adama Szczęsnego                                             |

## Spis serii
| Seria | Sezon       | Odcinki    | Premiera serii   | Finał serii       | Pora emisji      | Średnia oglądalność |
| ----- | ----------- | ---------- | ---------------- | ----------------- | ---------------- | ------------------- |
| 1.    | wiosna 2017 | 1–13 (13)  | 5 marca 2017     | 28 maja 2017      | niedziela, 20:15 | 2 526 999           |
| 2.    | wiosna 2018 | 14–26 (13) | 25 marca 2018    | 3 czerwca 2018    | niedziela, 20:15 | 2 017 959           |
| 3.    | jesień 2019 | 27–39 (13) | 8 września 2019  | 1 grudnia 2019    | niedziela, 20:15 | 2 264 025           |
| 4.    | jesień 2021 | 40–52 (13) | 19 września 2021 | 5 grudnia 2021    | niedziela, 20:15 | 1 901 210           |
| 5.    | jesień 2022 | 53–65 (13) | 4 września 2022  | 20 listopada 2022 | niedziela, 20:15 | bd.                 |

## Produkcja
Zdjęcia do serialu realizowane były w Warszawie, Lublinie (Stare Miasto), Milanówku, Łęczycy, Piasecznie, Żyrardowie, Łodzi oraz Bielsku-Białej.
Pierwsze trzy odcinki serialu zostały obejrzane przez średnio 3,01 mln widzów.
Reżyserzy: Michał Rogalski (1–39), Filip Zylber (39–65), Anna Kazejak (40–52), Łukasz Ostalski (17, 20, 25, 29, 37).
Scenariusz: Wojciech Lepianka, Marek Kreutz i inni.
Scenografia: Karina Baran (1–26, 40–65), Anna Wunderlich (1–13), Marcin Aziukiewicz (27–39), Irena Milczarek (27–39).
Montaż: Grażyna Gradoń (1–41), Tomasz Ciesielski (42–65), Konrad Styczeń (39).